# Lubor Lacina
Lubor Lacina (23. července 1920 Brno – 13. února 1998 Brno) byl český architekt, bratr sochařky Sylvy Lacinové-Jílkové.

## Život a dílo
Narodil se do rodiny legionáře a technického rady Zemského úřadu v Brně Bedřicha Laciny (1884 Místek – ?) a Sylvy, roz. Moravcové (1886 Rožnov – ?). V roce 1939 maturoval na gymnáziu v Brně, poté ještě studoval na průmyslové škole stavitelské (1942) a v roce 1944 absolvoval v Brně Školu uměleckých řemesel. Tamtéž vystudoval architekturu na Vysoké škole technické Dr. Edvarda Beneše (dnes VUT) u prof. B. Fuchse a J. Krohy (1948).
V letech 1948–⁠1953 byl pedagogem a asistentem J. Krohy na Ústavu architektury Vysoké školy technické Dr. Edvarda Beneše, od roku 1953 pak pracoval jako architekt na volné noze.
Se svojí sestrou spolupracoval na mnohých realizacích, které vyšly z veřejných soutěží. Té postavil i vlastní ateliér umístěný u rodinného domu v Lerchově ulici v Brně. Mezi jeho realizace v Brně patří rekonstrukce interiéru kina Scala na Moravském náměstí či náhrobky Františka Václava Süssera, Josefa Adolfa Šálka, Vítězslava Veselého a Milana Zezuly. Spolu s Janem Lichtágem vytvořil pomník Rudolfa Dostála v Černopolní ulici. Se svou sestrou pak například spolupracoval na pamětní desce Oldřicha Mikuláška či Marie Steyskalové a Elišky Machové.
Jeho manželkou byla Libuše, roz. Čejková (1921 Brno – 2018 Brno), se kterou se oženil v roce 1946. 
Je pohřben na Ústředním hřbitově v Brně (skup. H3, hrob č. 80). Návrh náhrobku si vytvořil sám již v roce 1989.